# Channa harcourtbutleri
Channa harcourtbutleri е вид бодлоперка от семейство Channidae. Видът е почти застрашен от изчезване.

## Разпространение и местообитание
Разпространен е в Мианмар.
Обитава сладководни басейни и реки.

## Описание
Популацията на вида е стабилна.